# Jane Urquhart
Jane Urquhart (ur. 21 czerwca 1949 w Greenstone) – kanadyjska pisarka.
Ukończyła studia licencjackie z zakresu literatury angielskiej (1971) i historii sztuki (1976) na University of Guelph. Otrzymała nagrody: Prix du Meilleur livre etranger i Trillium Book Award (za powieść The Whirlpool), Governor General's Award (za powieść The Underpainter), także Marian Engel Award. W 1996 została uhonorowana tytułem Chevalier de l'Ordre des Arts et des Lettres, a w 2005 oficera Orderu Kanady.
W 1968 poślubiła Paula Keele'a, artystę który zginął w wypadku samochodowym w 1973. Jej drugim mężem jest Tony Urquhart. Ich ślub odbył się w 1976. Para ma córkę Emily (ur. 1977).

## Dzieła
- The Whirlpool (1986)
- Changing Heaven (1990)
- Away (1993)
- The Underpainter (1997)
- The Stone Carvers (2001)
- A Map of Glass (2005)
- I'm Walking in the Garden of His Imaginary Palace
- False Shuffles
- The Little Flowers of Madame de Montespan